# Gheorghe Dogărescu
Gheorghe Dogărescu (Viziru, 15 maggio 1960 – 18 agosto 2020) è stato un pallamanista rumeno.
Fece parte della Dinamo București dal 1979 al 1995. Con la nazionale rumena vinse il bronzo alle Olimpiadi del 1984.